# Hemsjön (sjö i Österbotten)
Hemsjön (finska Kirkkojärvi eller Teerijärvi) är en sjö i Terjärv i Finland. Den ligger i kommunen Kronoby i landskapet Österbotten, i den centrala delen av landet, 400 km norr om huvudstaden Helsingfors. Hemsjön ligger 52,9 meter över havet. Arean är 1,35 kvadratkilometer och strandlinjen är 5,54 kilometer lång. Sjön  ingår i Kronoby å huvudavrinningsområde.   I omgivningarna runt Hemsjön växer i huvudsak blandskog.
I övrigt finns följande i Hemsjön:
- Prästasholmen (en ö)

I övrigt finns följande vid Hemsjön:
- Sågslamp (en sjö)